# Michael Atchison
Pour les articles homonymes, voir Atchison.
Michael Atchison (né le 4 août 1933 à Sandringham et mort le 16 février 2009) est un dessinateur de presse australien qui a travaillé pour l’Advertiser durant plus de quarante ans. Il a reçu la médaille de l'Ordre d'Australie en 2007.